# Искам да те обичам
„Искам да те обичам“ (на испански: Quiero amarte) е мексиканска теленовела от 2013 г., продуцирана от Карлос Морено Лагийо за Телевиса. Адаптация от сюжета на теленовелата Imperio de cristal, написана от Хайме Гарсия Естрада и Орландо Мерино, с история, създадена от Марта Карийо и Кристина Гарсия.
В главните роли са Кариме Лосано и Кристиан де ла Фуенте, а в отрицателните – Диана Брачо, Флавио Медина и Салвадор Сербони.

## Сюжет
Мауро Монтесинос е собственик на плантация за кафе „Рай“, наследена от покойната му съпруга, с която имат дъщеря – Хулиана. Мауро се влюбва във Флоренсия, млада собственичка на земя, съседна на неговата. Но тяхното общо бъдеще пропада, когато Мауро научава, че Лукресия е бременна от него, този факт го принуждава да се ожени за нея. Вече женени, те имат четири деца, но като семейство не са щастливи, а и любовта липсва между съпрузите. В същото време, Флоренсия вече е омъжена, но при инцидент тя и съпругът ѝ загиват, оставяйки дъщеря. Изминават 30 години, и забранената любов отново оставя своя чар, когато Максимилиано и Амая се влюбват един в друг, въпреки че тя е омъжена, а той е сгоден за Констанса. Максимилиано и Амая трябва да преминат през много препятствия, за да могат да се насладят на любовта си.

## Актьори
Част от актьорския състав:
- Кариме Лосано – Амая Серано Мартинес / Флоренсия Мартинес де Серано
- Кристиан де ла Фуенте – Максимилиано Монтесинос Угарте
- Диана Брачо – Лукресия Угарте де Монтесинос
- Алехандра Барос – Хулиана Монтесинос Кармона вдовица де Ферети
- Флавио Медина – Сесар Монтесинос Угарте
- Адриана Лувие – Констанса Оласабал
- Хосе Елиас Морено – Мауро Монтесинос
- Ото Сирго – Мануел Рикалде
- Салвадор Сербони – Орасио Еспиноса
- Андрес Меркадо – Иван Фонсека Монталво
- Рената Нотни – Мариана Валдес Моралес
- Лус Мария Херес – Елоиса Угарте Салмерон
- Салвадор Санчес – Сиприано Валдес
- Ектор Саес – Ектор Фонсека
- Касандра Санчес-Наваро – Флавия Монтесинос Угарте
- Габриела Голдсмит – Ема
- Алекс Сирвент – Мауро Монтесинос (млад) / Марко Антонио Монтесинос Мартинес
- Алфонсо Итуралде – Армандо
- Абраам Рамос – Давид Серано
- Елена де Тейту – Лукресия Угарте (млада)

## Премиера
Премиерата на Искам да те обичам е на 21 октомври 2013 г. по Canal de las Estrellas. Последният 161. епизод е излъчен на 1 юни 2014 г.

## Адаптации
- Imperio de cristal е теленовела, продуцирана през 1994 г. от Карлос Сотомайор за Телевиса. С участието на Ребека Джонс и Ари Телч.
- Същият продуцент реализира през 1995 г. в САЩ новата адаптация Empire, копродукция на Телевиса и FOX, с участието на Лаура Харинг и Дж. Даунинг.